# Бонд, Уорд
Уорд Бонд (англ. Ward Bond, при рождении Уорделл Эдвин Бонд (англ. Wardell Edwin Bond); 9 апреля 1903 — 5 ноября 1960) — американский актёр.

## Ранние годы
Бонд родился в Бенкельмане в округе Данди, штат Небраска. Семья Бонд, Джон У., Мейбл Л. и сестра Бернис, жили в Бенкельмане до 1919 года, когда они переехали в Денвер, штат Колорадо, где Уорд окончил Восточную среднюю школу.
Бонд учился в горной школе штата Колорадо, а затем поступил в Университет Южной Калифорнии и играл в футбол в той же команде, что и будущий тренер USC (University of Southern California = Университет Южной Калифорнии) Джесс Хилл. При росте 6 футов 2 дюйма и весе 195 фунтов Бонд был игроком стартовой линии (a starting lineman) в первой команде национального чемпионата USC в 1928 году. Он окончил Университет Калифорнии в 1931 году со степенью бакалавра наук в области инженерии.
Бонд и Джон Уэйн, который, как и Марион Роберт Моррисон (Marion Robert Morrison) играл в роли перехватывающего (догоняющего, ловящего) (had played tackle) за USC в 1926 году, пока травма не поставила крест на его спортивной карьере. Они стали друзьями и коллегами на всю жизнь. Бонд, Уэйн и вся команда Южного Калифорнийского университета были наняты для участия в фильме о футболе «Салют» (1929) (Salute) с Джорджем О’Брайеном в главной роли и режиссёром Джоном Фордом. Во время съемок этого фильма Бонд и Уэйн подружились с Фордом и появились во многих более поздних фильмах Форда.

## Карьера в кино

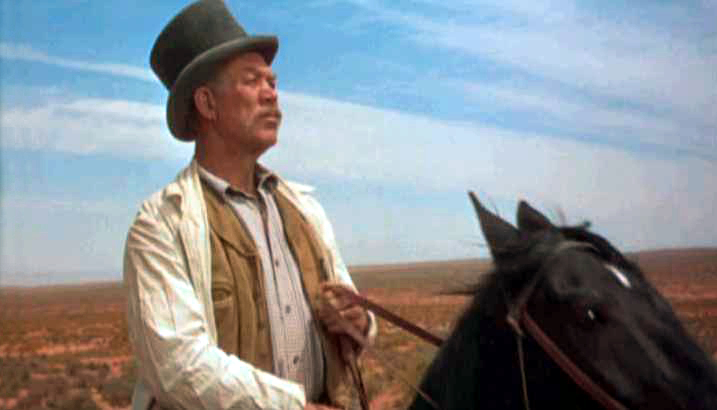
В роли преподобного капитана Клейтона (Clayton) в фильме Искатели (вестерн) (1956)

Бонд дебютировал на экране в фильме «Салют» и после этого стал сильно востребованным характерным актёром, сыграв более 200 ролей второго плана. Он появился в 31 фильме, выпущенном в 1935 году и 23 в 1939 году. Редко играя главную роль в театральных фильмах, он снимался в телесериале «Обоз» (Wagon Train) с 1957 года до своей смерти в 1960 году. Он часто попадал в экстремальные ситуации, как дружелюбный представитель закона, так и жестокий приспешник нарушителей закона. У него были давние деловые отношения с режиссёрами Джоном Фордом и Фрэнком Капрой, снимавшими его в таких фильмах, как «Искатели (вестерн)», «Барабаны Долины ирокезов» (Drums Along the Mohawk), «Тихий человек» (The Quiet Man), «Они были расходным материалом» (They Were Expendable) и «Форт Апачи» (Fort Apache) с режиссёром Фордом, который снял его в 25 фильмах. А в таких фильмах, как «Это случилось однажды ночью» (It Happened One Night), «Это прекрасная жизнь», его работу высоко оценил их режиссёр Капра. Среди других его известных фильмов были «Воспитание ребёнка» (1938), «Унесённые ветром (фильм)» (1939), «Мальтийский сокол» (1941) (The Maltese Falcon), «Сержант Йорк» (1941) (Sergeant York), «Джентльмен Джим» (1942) (Gentleman Jim), «Жанна д’Арк» (1948) (Joan of Arc), «Рио Браво» (1959) и «Рауль Уолш» (1930) (Raoul Walsh's), широкоэкранная эпопея «Большой путь» (The Big Trail), в которой также фигурировал Джон Уэйн в его первой главной роли.
Позже Бонд снимался в популярном сериале «Обоз» (Wagon Train) с 1957 года до своей смерти. «Обоз» был вдохновлен фильмом 1950 года «Извозчик фургона (повозки)» (Wagon Master), в котором также появился Бонд. На «Извозчик фургона» (Wagon Master) повлиял более ранний «Большой путь» (The Big Trail). В фильме «Обоз» (Караван фургонов) Бонду была отведена главная роль сварливого, но сострадательного майора Сета Адамса, мастера -извозчика. Бонд особо попросил, чтобы Терри Уилсону дали роль помощника начальника обоза — Билла Хоукса, а Фрэнку Макграту — повара Чарли Б. Вустера. Уилсон и Макграт оставались в сериале на протяжении всего сериала, с 1957 по 1965 год, сначала на NBC, а затем на ABC. После смерти Бонда в 1960 году роль мастера -извозчика перешла к Джону Макинтайру в 1961 году.
В 1940-х годах Бонд был членом консервативной группы под названием «Альянс кинематографистов за сохранение американских идеалов», основной платформой которой была оппозиция коммунистам в киноиндустрии. В 1960 году Бонд проводил кампанию за кандидата в президенты от республиканцев Ричарда М. Никсона. Бонд умер за три дня до того, как демократ Джон Ф. Кеннеди едва не победил Никсона.

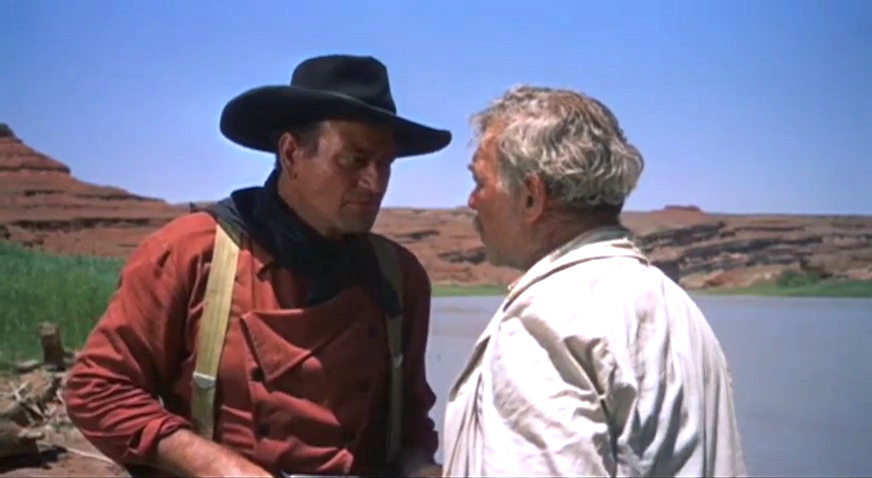
С Джоном Уэйном в Искателях (1956)

О фильме Американского института кино "100 лет… Список «100 фильмов» — как оригинального, так и десятого юбилейного издания — Бонд появляется в актёрском составе чаще, чем любой другой актёр, хотя всегда в роли второго плана: «Это случилось однажды ночью» (1934), «Воспитывая ребёнка» (1938), «Унесённые ветром (фильм)» (1939), «Гроздья гнева» (1940), «Мальтийский сокол» (1941) (The Maltese Falcon), «Сержант Йорк» (1941) (Sergeant York), «Это прекрасная жизнь» (1946) и "Искатели (вестерн) " (1956).
Бонд снялся в 13 фильмах, которые были номинированы на премию «Оскар» за лучший фильм: «Эрроусмит» (1931/32) (Arrowsmith), «Леди на один день» (1933) (Lady for a Day), «Это случилось однажды ночью» (1934) (It Happened One Night), «Тупик» (1937), «Ты не можешь взять это с собой» (1938) (You Can't Take It with You), "Унесённые ветром (фильм) (1939), «Гроздья гнева» (1940), «Долгое путешествие домой» (1940) (The Long Voyage Home), «Мальтийский сокол» (1941) (The Maltese Falcon), «Сержант Йорк» (1941) (Sergeant York), «Это прекрасная жизнь» (1946), «Тихий человек» (1952) (The Quiet Man) и «Мистер Робертс» (1955) (Mister Roberts).
Бонд снялся в 23 фильмах с Джоном Уэйном:
- Слова и музыка — эпизодическая часть (не в титрах) (1929)
- Салют — мичман Гарольд (1929)
- Одинокий звездный рейнджер — Горожанин на танцах (в титрах не указан) (1930)
- Родился безрассудным — сержант (1930)
- Большой путь — Сид Баскомб (1930)
- Создатель людей — Пэт (не указан в титрах) (1931)
- Пропали три девушки — стюард авиакомпании (не зачислен) (1931)
- Тренер колледжа — помощник тренера (не зачислен) (1933)
- Конфликт — Гас «Нокаут» Карриган (1936)
- Долгое путешествие домой — Янк (1940)
- Пастух с холмов — Уош Гиббс (1941)
- Человек, которого предали — Флойд (1941)
- Высокий в седле — судья Роберт Гарви (1944)
- Дакота — Джим Бендер (1945)
- Они были расходным материалом — BMC «Лодки» Малкахи (1945)
- 3 крестных отца — Перли «Бак» Свит (1948)
- Форт Апачи — сержант . Майор Майкл О’Рурк (1948)
- Операция «Тихий океан» — командующий Джон Т. «Поп» Перри (1951)
- Тихий человек — отец Питер Лонерган (1952)
- Хондо — Баффало Бейкер (1953)
- Новичок года — Бак Гудхью, псевдоним Бак Гаррисон (телевизионная драма 1955 года)
- Искатели (вестерн) — преподобный капитан Сэмюэл Джонсон Клейтон (1956)
- «Орлиные крылья» — Джон Додж (1957)
- Рио Браво — Пэт Уилер (1959)

## Биография

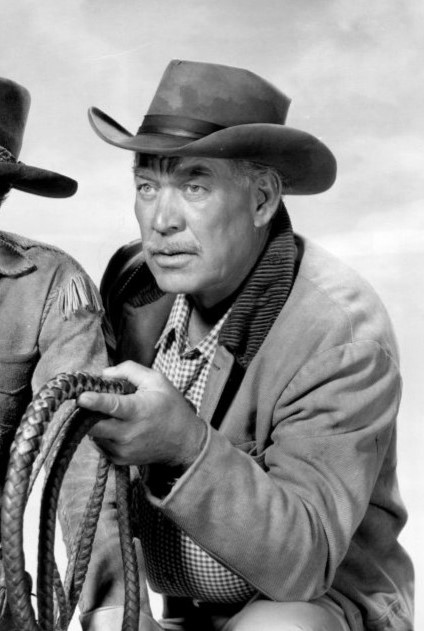
Рекламный образ Бонда для Wagon Train, ок. 1957

Родился в городе Бенкелман, штат Небраска. Образование получил в Университете Южной Калифорнии. На киноэкранах дебютировал в 1929 году в фильме Джона Форда «Салют». За годы своей карьеры появился более чем в двух сотнях кинофильмов, среди которых «Это случилось однажды ночью» (1934), «Унесённые ветром» (1939), «Эта прекрасная жизнь» (1946) и «Рио Браво» (1959).

## Личная жизнь
Бонд женился на Дорис Селлерс Чайлдс в 1936 году. Они развелись в 1944 году. В 1954 году он женился на Мэри Луизе Мейерс. Они были вместе до его смерти в 1960 году. У Бонда была эпилепсия, из-за которой он не имел права на военную службу во время Второй мировой войны.

## Смерть
У Бонда случился обширный сердечный приступ, когда он и его жена были в отеле в Далласе. Он скончался в больнице 5 ноября 1960 года в возрасте 57 лет. Его близкий друг Джон Уэйн произнес надгробную речь на его похоронах. Бонд завещал Уэйну дробовик, из которого Уэйн однажды случайно выстрелил в Бонда на охоте.
Городская легенда утверждает, что кантри-певец Джонни Хортон погиб в автомобильной аварии, когда ехал на встречу с Бондом в отель в Далласе, чтобы обсудить возможную роль в четвёртом сезоне сериала «Поезд-фургон» (Wagon Train,). Хотя Хортон действительно погиб в автокатастрофе в 1:30 утра 5 ноября 1960 года, а Бонд умер от сердечного приступа в полдень того же дня, эти два события не были связаны. Хортон направлялся из Остина в Шривпорт, штат Луизиана, а не в Даллас. Бонд был в Далласе, чтобы присутствовать на футбольном матче между Южным методистским университетом (Southern Methodist University) и Texas A&M на «Коттон Боул» (игра закончилась нулевой ничьей).

## Наследие
8 февраля 1960 года за свой вклад в теле- и киноиндустрию США Бонд удостоен звезды на голливудской «Аллее славы» на Голливудском бульваре 6933. В 2001 году он был включён в Зал славы западных исполнителей в Национальном музее ковбоев и западного наследия в Оклахома-Сити. Мемориальный парк Уорда Бонда расположен на его родине, в Бенкельмане, штат Небраска.

## Фильмография
- Ноев ковчег (1928) в роли Флуда Экстра (дебют в кино)
- Слова и музыка (1929) в качестве эпизодической части (в титрах не указан)
- Салют (1929) в роли гардемарина Гарольда
- Итак, это колледж (1929), игрок USC-#30 (не указан в титрах)
- Одинокий звездный рейнджер (1930) в роли горожанина на танцах (в титрах не указан)
- Родился безрассудным (1930) в роли сержанта
- Не унывай и улыбайся (1930) в роли мальчика на танцах влюбленных (в титрах не указан)
- Большой путь (1930) в роли Сида Бэскома
- Вверх по реке (1930) в роли заключенного, убитого Сент-Луисом (в титрах не указан)
- Дверь в ад (1930) в роли полицейского (в титрах не указан)
- Янки из Коннектикута (1931) в роли рыцаря королевы (в титрах не указан)
- Быстрые миллионы (1931) в роли полицейского в Монтже (в титрах не указан)
- Три потерянные девушки (1931) в роли стюарда авиакомпании (в титрах не указан)
- Сопляк (1931) в роли судебного полицейского (в титрах не указан)
- Паук (1931) в роли полицейского (в титрах не указан)
- Sob Sister (1931) в роли Уорда (в титрах не указан)
- За холмом (1931) в роли детектива Эскорта (в титрах не указан)
- Эрроусмит (1931) в роли полицейского (в титрах не указан)
- Создатель людей (1931) в роли Пэт (в титрах не указан)
- Сумасшедшая блондинка (1931) в роли дорожного патрульного (в титрах не указан)
- У греков было для них слово (1932) в роли таксиста (в титрах не указан)
- Высокая скорость (1932) в роли Хэма
- Беспечная леди (1932) в роли полицейского в рейде (не в титрах)
- Суд над Вивьен Уэр (1932) в роли Джонсона (не в титрах)
- «Дела холостяка» (1932) в роли полицейского (в титрах не указан)
- Привет, беда (1932) в роли «Тяжелого» Кеннеди
- Hold 'Em Jail (1932) — футболист (не указан в титрах)
- Белый орел (1932) в роли приспешника Барта
- Рэкетти Ракс (1932) в роли «Бика» Гиллигана
- Добродетель (1932) в роли Фрэнка
- Авиапочта (1932) в роли Джо Барнса (в титрах не указан)
- Плоть (1932) в роли Мускула Мэннинга (в титрах не указан)
- «Счастливые дьяволы» (фильм 1933 года)
- «Счастливчики дьяволы» (1933) в роли члена экипажа (в титрах не указан)
- Полицейский штата (1933)
- Подчиняйся закону (1933) в роли Кида Пэриса
- Неизвестная долина (1933) в роли старейшины Снида
- Когда незнакомцы женятся (1933) в роли Билли Макгуайра
- Герои на продажу (1933) как Красный (в титрах не указан)
- Вредитель (1933) в роли Крамера
- Леди на один день (1933) в роли конного полицейского (в титрах не указан)
- «Дикие парни с дороги» (1933) в роли Рэда, насилующего тормозного (в титрах не указан)
- Полицейская машина 17 (1933) в роли Бампса О’Нила
- Тренер колледжа (1933) в качестве помощника тренера (не указан в титрах)
- Сын моряка (1933) в роли Джо (в титрах не указан)
- Straightaway (1933) в роли Хобо
- Кодекс боя (1933) в роли Джо Крулла
- Пограничный маршал (1934) в роли Бена Мерчисона
- Школа романтики (1934, короткометражный) в роли мужа
- Скоростные крылья (1934) в роли Приспешника (в титрах не указан)
- Это случилось однажды ночью (1934) в роли водителя автобуса № 1 (в титрах не указан)
- Бедный богатый (1934) в роли полицейского-автомобилиста
- Боевой рейнджер (1934) в роли Дейва, приспешника Кугуара
- Голос в ночи (1934) в роли Боба Холла
- Водоворот (1934) в роли Фарли
- Преступление Хелен Стэнли (1934) в роли Джека Бейкера
- Я расскажу миру (1934) в роли Гибкого офицера (в титрах не указан)
- Самое ценное в жизни (1934) в роли главного тренера Смита
- А вот и жених (1934) в роли второго полицейского
- Мужская игра (1934) в роли Дэйва Джордана
- Цирковой клоун (1934) в роли не впечатленного зрителя (в титрах не указан)
- The Defense Rests (1934) в роли Худа
- Дела Челлини (1934) в роли дворцового охранника, который находит одежду Челлини (в титрах не указан)
- Прикованный (1934) в роли судового стюарда (не указан в титрах)
- The Human Side (1934) в роли полицейского
- Девушка в опасности (1934) в роли Винкоски
- Смерть на алмазе (1934) в роли охранника в комнате Келли (не указан в титрах)
- 6-дневный велогонщик (1934) в качестве первого офицера (в титрах не указан)
- Против закона (1934) в роли Тони Риццо
- Люди ночи (1934) в роли детектива Джона Коннорса
- Бродвей Билл (1934) в роли приспешника Моргана (в титрах не указан)
- Великая старушка (1935) в роли мистера Кларка (футбольного тренера) (в титрах не указан)
- Под давлением (1935) в роли призового бойца (в титрах не указан)
- Дьявольские псы воздуха (1935) в качестве инструктора
- Однажды ночью в Нью-Йорке (1935) в роли полицейского (в титрах не указан)
- Леди с Таймс-сквер (1935) в роли Дугана (хоккеиста) (в титрах не указан)
- «Багровый след» (1935) в роли Люка Лонга
- Чёрная Фурия (1935) в роли Мака (полицейского компании)
- Борьба с тенями (1935) в роли Брэда Харрисона
- Джи Мэн (1935) в роли стрелка на вокзале (в титрах не указан)
- Иди в свой танец (1935) в роли Германа Лейхи (в титрах не указан)
- Все незнакомцы (1935) в роли Уорда, помощника режиссёра на съемочной площадке (в титрах не указан)
- Помощник Мэри Джейн (1935) в роли лидера «хулиганов» (не указан в титрах)
- Главная героиня (1935) в роли Джонсона, репортера
- Убийство во флите (1935) в роли «Тяжелого» Джонсона
- Правосудие Рейнджа (1935) в роли Боба Бреннана
- Успокойся (1935) в роли детектива с Роско (в титрах не указан)
- Она получает своего мужчину (1935) в роли цыпочки
- Маленькая большая шишка (1935) в роли приспешника Келла
- Его ночная прогулка (1935) в роли Долговязого
- Леди с набережной (1935) в роли Джесс
- Последние дни Помпеи (1935) в роли Мурмекса Карфагенского, гладиатора (в титрах не указан)
- Трое детей и королева (1935) в роли родственника (в титрах не указан)
- Вестерн Кураж (1935) в роли лакросса
- Охраняй эту девушку (1935) в роли Баджа Эдвардса
- Я нашёл Стеллу Пэриш (1935) в роли римского солдата в игре (не в титрах)
- Хозяйка Бродвея (1935) в роли прихвостня Лаки (в титрах не указан)
- Слишком сложно убить (1935) в роли Дэнни (Динамит Форман)
- Мы всего лишь люди (1935) в роли грабителя банков Гровера (в титрах не указан)
- Леди, путешествующая автостопом (1935) в роли офицера-мотоциклиста
- Двое в темноте (1936) в роли полицейского в темноте (в титрах не указан)
- Муссируй их (1936) в роли Джона Доу, гангстера
- The Leathernecks высадились (1936) в роли Текса
- Боулдер Дэм (1936) в роли гостя Папы Римского (в титрах не указан)
- Колин (1936) в роли Суини (второй помощник) (в титрах не указан)
- Первый ребёнок (1936) в роли Крутого парня (в титрах не указан)
- Гордость морской пехоты (1936) в роли наводчика Брэди
- Дело против миссис Эймс (1936) в роли покупателя газет (не указан в титрах)
- Мстящий Уотерс (1936) в роли Марв Слейтер
- Роковая леди (1936) в роли американского режиссёра (в титрах не указан)
- Похититель скота (1936) в роли Рэнси Уилларда
- Фьюри (1936) в роли Человека (в титрах не указан)
- Высокое напряжение (1936) в роли Хаски Мэна (в титрах не указан)
- Невеста уходит (1936) в роли таксиста (в титрах не указан)
- Белый Клык (1936) в роли Вора (в титрах не указан)
- Крэш Донован (1936) в роли Бурового мастера
- Вторая жена (1936) в качестве первого партнёра политика (не указан в титрах)
- Они встретились в такси (1936) в роли полицейского (в титрах не указан)
- Человек, который жил дважды (1936) в роли Джона «Перчатки» Бейкера
- «Большая игра» (1936) в роли игрока (в титрах не указан)
- Без приказа (1936) в роли Тима Кейси
- «Легион ужаса» (1936) в роли Дона Фостера
- Обвиняющий палец (1936) в роли тюремного охранника (в титрах не указан)
- Конфликт (1936) в роли Гаса «Нокаута» Карригана
- После фильма «Худой человек» (1936) в роли гостя вечеринки (в титрах не указан)
- По-женски (1937) в роли Крамер (в титрах не указан)
- Ты живешь только один раз (1937) в роли Кейси (Охранник) (в титрах не указан)
- Игровая площадка дьявола (1937) в роли Сайдкара Уилсона
- Когда у тебя день рождения?(1937) в роли полицейского детектива (в титрах не указан)
- Лесоруб с Парк-авеню (1937) в роли Пола Сангара
- 23 1/2 часа отпуска (1937) в качестве старшего сержанта. Берк
- Солдат и дама (1937) в роли татарского стража (в титрах не указан)
- Ночной ключ (1937) в роли пальцев
- Они дали ему пистолет (1937) как член парламента (в титрах не указан)
- The Wildcatter (1937) в роли Джонсона
- Mountain Music (1937) в роли G-Man (в титрах не указан)
- Борьба до конца (1937) в роли Эдди Хокинса
- Поющий морской пехотинец (1937) в роли первого сержанта. (в титрах не указан)
- Жениться на девушке (1937) в роли первого полицейского-мотоциклиста (в титрах не указан)
- Топпер (1937) в роли Эдди (Водитель такси, которого избил Топпер) (в титрах не указан)
- Тупик (1937) в роли швейцара
- Побег ночью (1937) в роли Питера «Спадси» Бейкера
- Игра, которая убивает (1937) в роли Тома Фергюсона
- Музыка для мадам (1937) в роли Фиалки (в титрах не указан)
- Дело Уэстленда (1937) в роли Коннорса (заключенный из камеры смертников) (в титрах не указан)
- Сражайся за свою леди (1937) в роли мистера Уолтона (в титрах не указан)
- Охотник за добычей (1937) в роли Лесоруба (сцены удалены)
- Души в море (1937) в роли моряка (в титрах не указан)
- Тюрьма (1938) в роли Реда Парсонса (Тюремный парикмахер) (в титрах не указан)
- Сердца людские (Of Human Hearts) (1938) в роли Хама, смеющегося в церкви (в титрах не указан)
- Малыш возвращается (1938) в роли Спайка (спарринг-партнёра) (в титрах не указан)
- Воспитание ребёнка (1938) в роли полицейского-мотоциклиста в тюрьме (в титрах не указан)
- Рождённый быть диким (1938) в роли Билла Первиса
- Гавайи зовут (1938) в роли Мюллера
- Азартная игра мистера Мото (1938) в роли Биффа Морама
- Через стену (1938) в роли Эдди Эдвардса
- Приключения Марко Поло (1938) в роли монгольского стража (в титрах не указан)
- Полет в никуда (1938)
- Закон об оружии (1938) в роли Пекоса
- Женщина с номером (1938)
- Исправительное учреждение (1938) в роли Мак Грейди
- Профессор Беверли (1938) в роли полицейского на мотоцикле (в титрах не указан)
- Побег из тюрьмы (1938) в роли Большого Реда Кинкейда
- Удивительный доктор Клиттерхаус (1938) в роли Тагга
- Ты не можешь взять это с собой (1938) в роли Майка, детектива (в титрах не указан)
- «Беглецы на ночь» (1938) в роли игрока в «Фальшивой драке» (в титрах не указан)
- Подводный патруль (1938) в роли моряка Олафа Свенсона
- Закон к западу от Томбстоуна (1938) в роли Маллигана П. Мартинеса
- «Странствующие места» (1938) в роли Кларенса, полицейского (в титрах не указан)
- Они сделали меня преступником (1939) в роли Ленихана
- Созданные друг для друга (1939) в роли Джима Хаттона (в титрах не указан)
- Простите нашу нервозность (1939) в роли Кида Рэмси
- Парень из Оклахомы (1939) в роли Уэса Хэндли
- Неприятности на закате (1939) в роли приспешника Дасти
- Додж Сити (1939) в роли Бада Тейлора
- Мистер Мото на опасном острове (1939) в роли Сейлор Сэм (рестлер) (в титрах не указан)
- Признания нацистского шпиона (1939) в роли американского легионера-антинациста (не указан в титрах)
- Юнион Пасифик (1939) в роли звукорежиссёра (в титрах не указан)
- Возвращение Кида Циско (1939) в роли обвиняемого Растофера
- Малыш из Кокомо (1939) в роли Ладислава Клевицкого
- Молодой мистер Линкольн (1939) в роли Джона Палмера Касса
- Девушка из Мексики (1939) в роли мексиканца Пита, рестлера
- Уотерфорт (1939) в роли Мэтта Хендлера
- Пограничный маршал (1939) в роли городского маршала
- Прах моей судьбе (1939) в роли Первого бандита в поезде (в титрах не указан)
- «Барабаны в долине Ирокезов» (Drums Along the Mohawk) (1939) в роли Адама Хартмана
- Рай за забором из колючей проволоки (1939) в роли Ханка
- «Унесенные ветром» (1939) в роли Тома, капитана «Янки»
- Малыш Циско и леди (1939) в роли Уолтона
- Сын Франкенштейна (1939) в роли жандарма у ворот (в титрах не указан)
- Гроздья гнева (1940) в роли полицейского Иглз
- Маленький Старый Нью-Йорк (1940) в роли Риган
- Вирджиния-Сити (1940) в роли сержанта Конфедерации. Проверка пассажиров (некредитованных)
- Бак Бенни снова едет (1940) в роли первого преступника
- Смертельный шторм (1940) в роли Франца
- Морячка (1940) в роли берегового патрульного
- Кит Карсон (1940) в роли обезьяны
- Город для завоевания (1940) в роли первого полицейского (в титрах не указан)
- Долгое путешествие домой (1940) в роли Янка
- Тропа Санта-Фе (1940) в роли Таунли
- Табачная дорога (1941) в роли Лова Бенси
- Человек, которого предали (1941) в роли Флойда
- Сержант Йорк (1941) в роли Айка Боткина
- Ковбой с холмов (1941) в роли Уоша Гиббса
- «Рабсила» (1941) в роли Эдди Адамса
- Врачи не говорят (1941) в роли Барни Миллена
- Мальтийский сокол (1941) в роли детектива Тома Полхауса
- Болотная вода (1941) в роли Тима Дорсона
- Знаю наверняка (1941, короткометражный) в роли пациента (в титрах не указан)
- Дикий Билл Хикок едет верхом (1942) в роли шерифа Эдмундса
- Сокол и большая афера (1942) в роли Муза Мэллоя (в титрах не указан)
- Десять джентльменов из Вест-Пойнта (1942) в роли сержанта. Скалли
- Город грехов (1942) в роли Рока Деланри
- Гитлер — Живой или мертвый (1942) в роли Стива Машика
- Джентльмен Джим (1942) в роли Джона Л. Салливана
- В этой нашей жизни (1942) в роли статиста за столиком придорожного ресторана (в титрах не указан)
- Привет, Фриско, Привет (1943) в роли Шарки
- Слегка опасный (1943) в роли Джимми
- Они пришли взорвать Америку (1943) в роли шефа ФБР Крейга
- Парень по имени Джо (1943) в роли Эла Яки
- Салливаны, переименованные в Боевые Салливаны (1944) в качестве лейтенанта-коммандера Робинсона
- Дом в Индиане (1944) в роли Джеда Брюса
- Высокий в седле (1944) в роли судьи Роберта Гарви
- Дакота (1945) в роли Джима Бендера
- Они были расходным материалом (1945) в роли BMC «Лодки» Малкахи
- «Прохождение каньона» (1946) в роли Хани Брэгг
- Моя дорогая Клементина (1946) в роли Морган Эрп
- Это прекрасная жизнь (1946) в роли Берта, полицейского
- Непокоренный (1947) в роли Джона Фрейзера
- Беглец (1947) в роли Эль Гринго
- Форт Апачи (1948) в роли сержанта. Майор Майкл О’Рурк
- Грехи отцов (1948)
- Время твоей жизни (1948) в роли Маккарти
- Tap Roots (1948) в роли Хоаба Дабни
- Жанна д’Арк (1948) в роли капитана Ла Хира
- 3 крестных отца (1948) в роли Перли «Бака» Свита
- Поющие пушки (1950) в роли шерифа Джима Карадака
- На высоте (1950) в роли Ли
- Мастер повозок (1950) в роли старейшины мормонов Виггса
- Поцелуй завтра на прощание (1950) в роли инспектора Чарльза Вебера
- Тихоокеанская операция (1951) в роли коммандера Джона Т. «Поп» Перри
- Великий рейд на Миссури (1951) в роли маршала-майора Троебриджа
- Только доблестный (1951) в роли капрала Тимоти Гилкриста
- Тореадор и леди (1951) в роли рассказчика (голос, не указан в титрах)
- На опасной территории (1951) в роли Уолтера Брента
- Тихий человек (1952) в роли отца Питера Лонергана
- Хеллгейт (1952) в звании лейтенанта. Тод Вурхиз
- «Тандербердс» (1952) в роли лейтенанта Джона Маккрири
- Blowing Wild (1953) в роли Датча Петерсона
- «Лунный луч» (1953) в роли Коула Гарднера
- Хондо (1953) в роли Баффало Бейкера
- Джипси Кольт (1954) в роли Фрэнка Макуэйда
- Джонни Гитара (1954) в роли Джона Макиверса
- История Боба Матиаса (1954) в роли тренера Вирджила Джексона
- Длинная серая линия (1955) в роли капитана Германа Дж.
- Мистер Робертс (1955) в роли главного старшины Дауди
- Одинокий человек (1955) в роли шерифа Гила Корригана
- Искатели (вестерн) (1956) в роли преподобного капитана Сэмюэля Джонсона Клейтона
- Инцидент в Дакоте (1956) в роли сенатора Блейкли
- Небесные столпы (1956) в роли доктора Джозефа Холдона
- Брэнд Холлидей (1957) в роли Большого Дэна Холлидея
- «Орлиные крылья» (1957) в роли Джона Доджа
- Фарфоровая кукла (1958) в роли отца Кэрнса
- Рио Браво (1959) в роли Пэта Уилера
- Псевдоним Джесси Джеймс (1959) в роли майора Сета Адамса (не указан в титрах)